# تینورا
تینورا (به ایتالیایی: Tinnura) یک کومونه در ایتالیا است که در استان اریستانو واقع شده‌است.

## خصوصیات
تینورا ۳٫۸ کیلومترمربع مساحت و ۲۶۸ نفر جمعیت دارد و ۳۲۸ متر بالاتر از سطح دریا واقع شده‌است.